# Naveta spațială Columbia

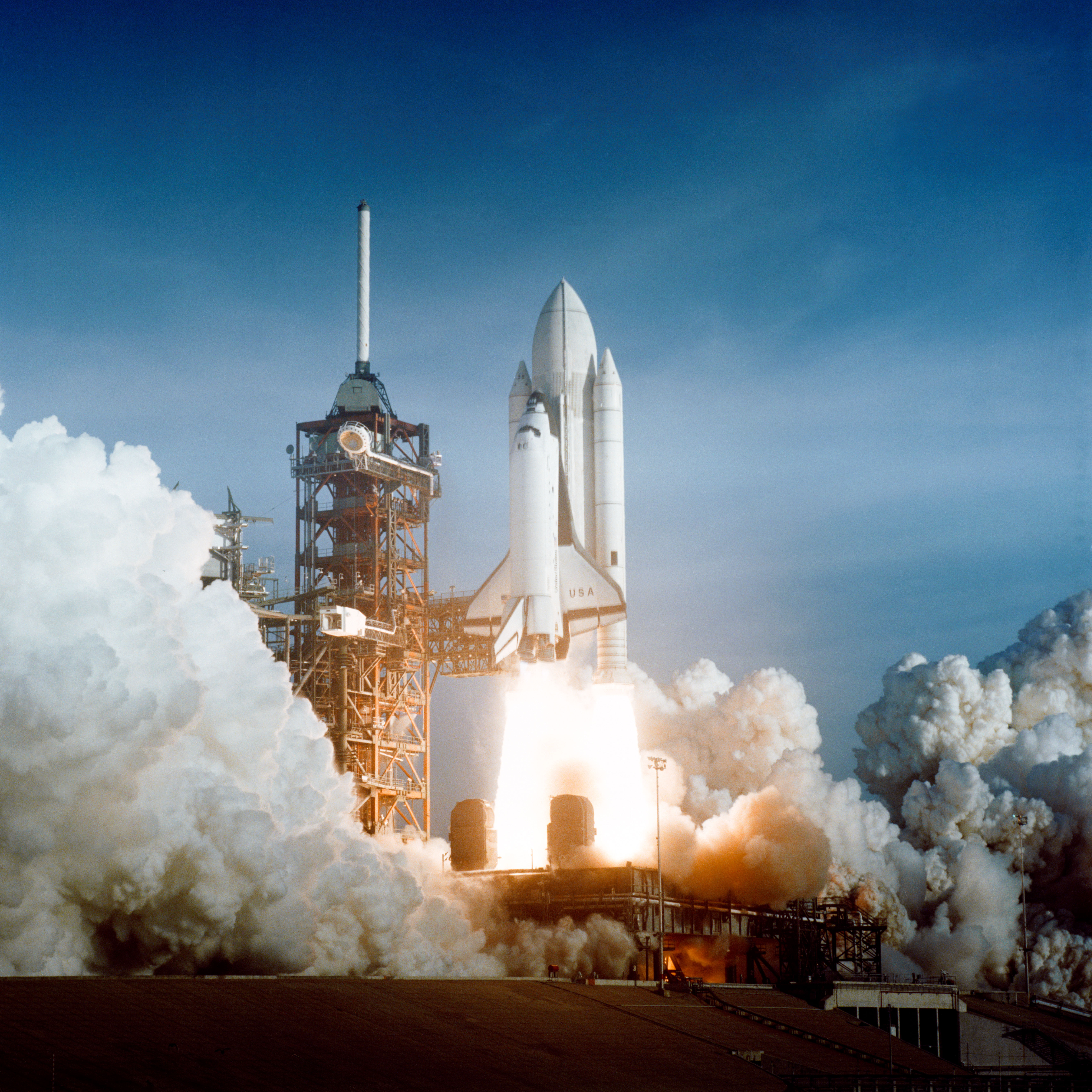
Naveta Spațială Columbia la lansare

Naveta Spațială Columbia (OV-102) a fost prima navetă spațială a flotei NASA. Prima ei misiune, STS-1, a durat de la 12 aprilie până la 14 aprilie, 1981. La data de 1 februarie 2003, Columbia s-a dezintegrat în timpul reintrării în atmosfera terestră deasupra Texasului, în timpul celei de-a 28-a misiuni, STS-107. Toți cei 7 membri ai echipajului au pierit: comandantul Rick Husband, pilotul William C. McCool, și specialiștii Michael P. Anderson, David M. Brown, Kalpana Chawla, Laurel Clark și Ilan Ramon. 

## Istorie
Construirea Columbiei a început in 1975, în Palmdale, California. Columbia a fost numită după vasul din Boston al lui Robert Gray, care a explorat Pacificul de nord-vest. Numele provine și de la Modulul de Comandă al Apollo 11. După construcție, vehiculul orbital a ajuns la Centrul Spațial John F. Kennedy pe data de 25 martie 1979. Pe 19 martie 1981, în timpul pregătirilor pentru un test la sol, cinci muncitori s-au asfixiat cu azot, doi dintre aceștia decedând.

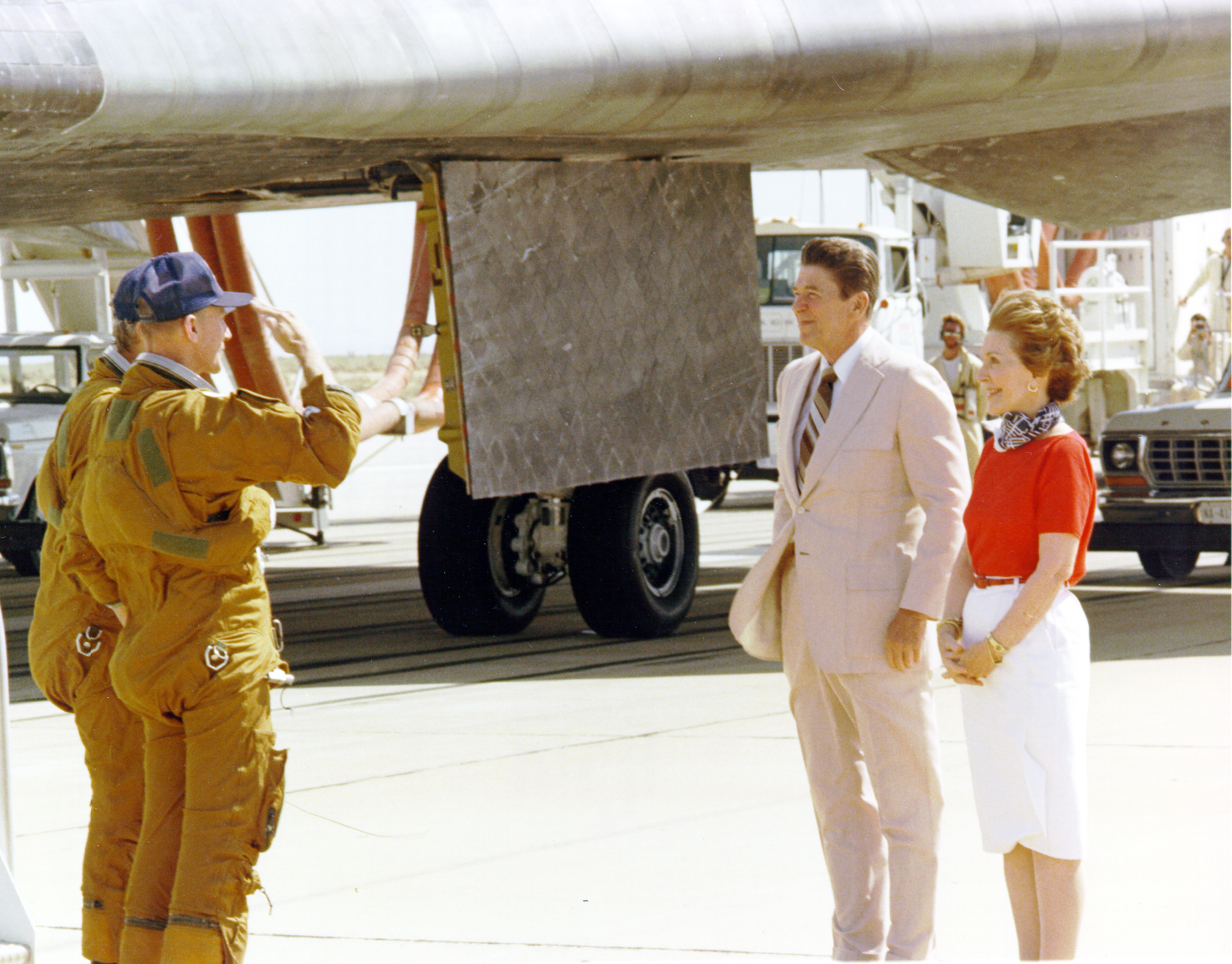
Astronauții Thomas K. Mattingly și Henry W. Hartsfield salută pe președintele Ronald Reagan, însoțit de soția sa, Nancy, după aterizarea din 1982.

Primul zbor al Columbiei (STS-1) a fost comandat de John Young (un veteran al programelor Gemini si Apollo) și pilotat de Robert Crippen, care nu a mai fost in spațiu până atunci. STS-1 s-a lansat pe 12 aprilie 1981 și s-a întors pe 14 aprilie 1981, orbitând planeta de 36 ori. Columbia a mai zburat trei misiuni pentru a testa caracteristicile și performanțele sale. Prima misiune operațională, cu un echipaj format din patru astronauți, a fost STS-5, care a fost lansată pe 11 noiembrie 1982. De la acest punct, naveta Challenger a zburat următoarele trei misiuni.
În 1983, Columbia a zburat cea de-a doua misiune operațională a ei (STS-9), de data aceasta cu șase astronauți, incluzand primul astronaut non-american pe o navetă, Ulf Merbold. Columbia nu a fost folosită in următorii 3 ani, timp în care flota a primit două noi navete, Discovery și Atlantis.
Columbia s-a reîntors in spațiu pe 12 ianuarie 1986, o data cu lansarea STS-61-C. 
Următoarea misiune a fost realizată pe Challenger. A fost lansată la 10 zile după aterizarea STS-61-C. Misiunea s-a transformat într-un dezastru la scurt timp după lansare. Columbia nu a mai zburat pană in 1988 (STS-28), după care a intrat în serviciu normal în cadrul flotei.
Misiunea STS-93, lansată pe 23 iulie 1999, a fost comandată de Lt. Col. Eileen Collins, prima femeie care a comandat o navetă spațială.

## Prototipul vehiculului orbital
Columbia era mai grea cu 3.6 tone decât celelalte navete, ca Endeavour, care aveau un alt design, beneficiind de avantajele tehnologiei materialelor. În parte, acest lucru era datorat aripilor mai grele și pentru că instrumentele de test au rămas conectate la suita instrumentelor de zbor. Următoarea navetă construită, Challenger, era, de asemenea, relativ grea, fiind cu doar 900 kg mai ușoară decât Columbia.
În exterior, Columbia este singura navetă din flotă care a avut un TPS (thermal protection system) format doar din dale, chiar dacă acesta a fost modificat mai târziu pentru a încorpora izolații din Nomex pe fuselaj și pe suprafețele superioare ale aripilor. De asemenea, unic Columbiei erau dalele negre de pe partea superioară a cozii. Aceste zone negre existau deoarece primii designeri ai navetei nu știau cum va fi afectată coada la reîntoarcerea în atmosfera terestră  
Până la ultima perioadă de reparații si îmbunătățiri, Columbia era singura navetă operațională care avea steagul american pe aripa stângă și literele „USA” pe cea dreaptă. De la ultima perioadă de reparații și îmbunătățiri și până la distrugerea sa, Columbia arăta identic cu surorile sale – logoul „meatball” al NASA pe aripa stângă și steagul american pe cea dreaptă. Dalele negre de pe coadă au rămas.
În interior, Columbia a fost original dotată cu scaune ejectabile construite de Lockheed-Martin, identice cu cele de pe SR-71 Blackbird. Aceste scaune au fost inițial activate în prima serie de zboruri orbitale de test, dar au fost dezactivate după STS-4 și înlăturate complet după STS-9. Columbia este singura navetă care nu a fost dotată cu ecrane în cockpit, acestea fiind încorporate după STS-9. Ca navete surori, Columbia a fost îmbunătățită (la ultima perioadă de reparații și imbunătațiri) cu un cockpit din sticlă și scaune ultra-ușoare. Diferit de celelalte navete, Columbia nu avea un sas intern, dar a fost modificată ca să poată accepta unul extern și adaptorul pentru cuplări, necesar zborurilor către Stația Spațială Internațională. Acest lucru a permis ca NASA să folosească Columbia pentru STS-109 (misiunea de reparații a Telescopului Spațial Hubble), dar și pentru modulul Spacehab, utilizat în cadrul misiunii STS-107. Dacă naveta Columbia nu ar fi fost distrusă, ar fi efectuat  misiunea de asamblare a Stației Spațiale Internaționale STS-118, în noiembrie 2003.
După misiunea STS-118, cariera Columbiei ar fi început să se intre în declin. Naveta era programată să repare-îmbunătățească Telescopul Spațial Hubble în 2004 și în 2005, neavând misiuni planificate până în 2009 când, în cadrul STS-144, ar fi capturat și întors pe Pământ Telescopul Spațial Hubble.